# Adina Mandlová

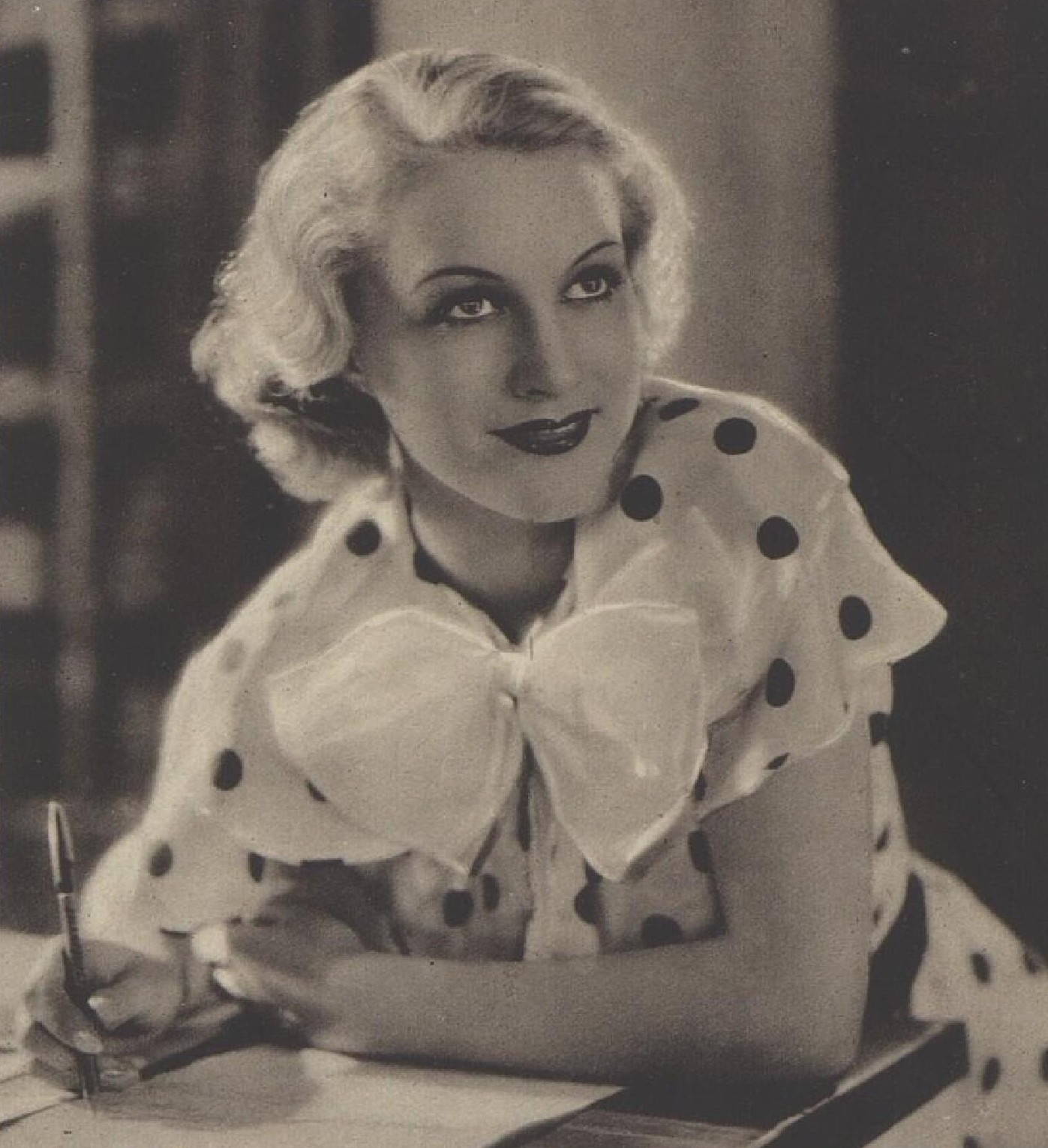
Foto, 1934

Jarmila Anna Františka Marie Mandlová, Adina Mandlová conocida también como Lil Adina (Mladá Boleslav, Imperio austrohúngaro, 28 de enero de 1910-Příbram, actual Chequia, 16 de junio de 1991) afamada actriz checoslovaca de los años 1930, muy conocida también por la prensa rosa.

## Biografía

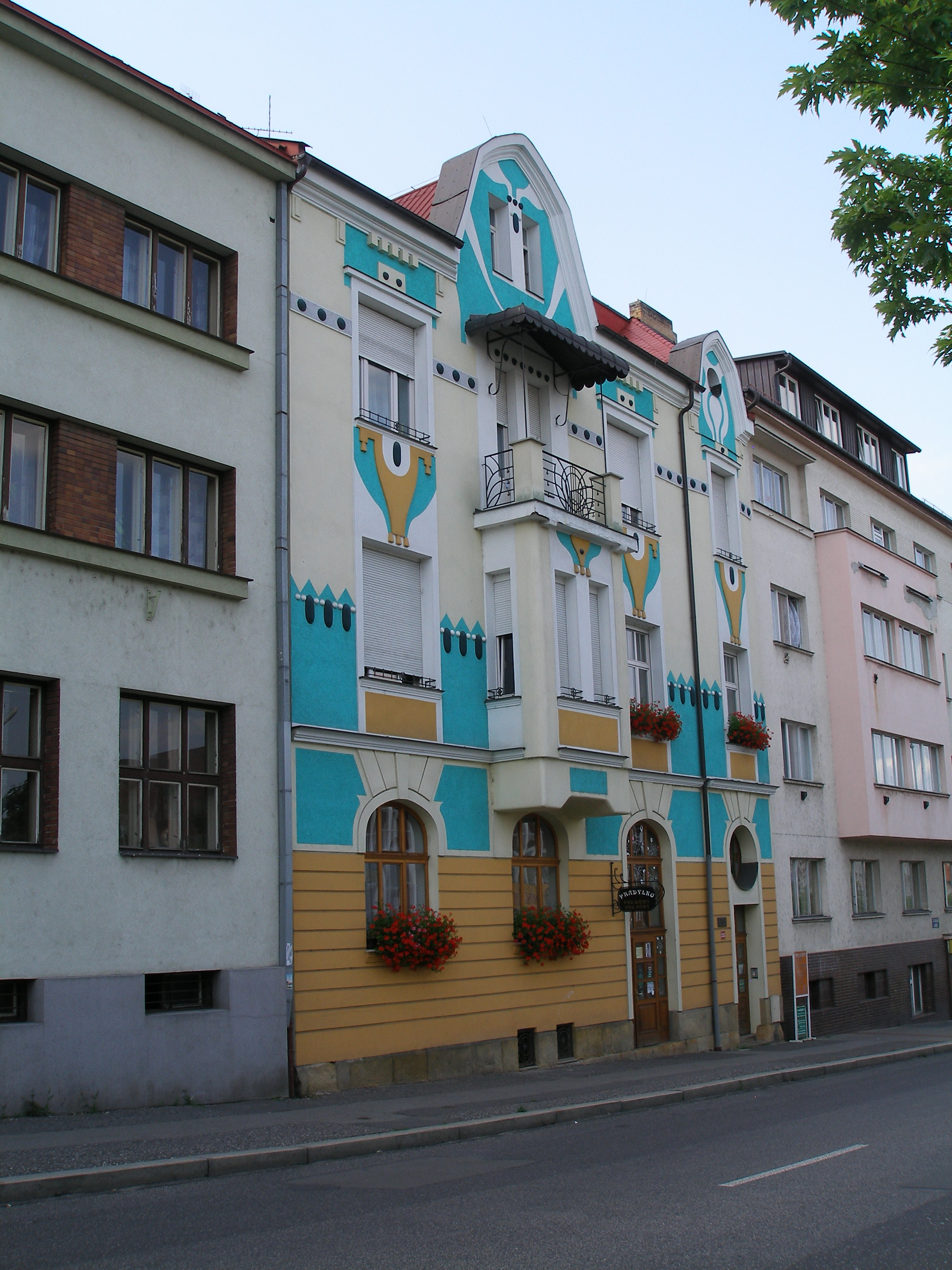
Casa natal

Nació en una familia de clase media en Mladá Boleslav. Su padre, Jan Mandl, era un talentoso pianista que aspiraba a estudiar música en Viena, pero al fallecer su padre, se convirtió en inspector de ferrocarril. Se casó con una mujer con la que tuvo dos hijos, Jan y Karel, y que falleció de tuberculosis; más tarde se casó con la madre de Adina, Anna Krýžová, con quien tuvo a su hijo Jiří, y finalmente a Adina, nombre que escogió por la obra de Gaetano Donizetti "L'elisir d'amore". Su padre la aficionó a la música clásica y le enseñó a tocar el piano, falleció cuando Adina tenía ocho años de gripe española.
La familia entonces sufrió problemas económicos. Su madre se vio obligada a robar comida del jardín su vecino Václav Klement y alquiló a estudianes habitaciones en la casa. A los dieciséis años, Adina comenzó a frecuentar bares y locales nocturnos con un amante y el novio de su madre la envió a un internado a París, del que la expulsaron dos años después por mal comportamiento. Regresó a Mlada Boleslav y comenzó a trabajar de secretaria.
Más tarde en Praga, trabajó como modelo para la empresa de moda Rosenbaum y consiguió un pequeño papel en la película “Děvčátko, neříkej ne!” comenzando así una carrera cinematográfica en la que trabajó con directores de renombre (Martin Frič, Otakar Vávra, František Čáp) o actores como Oldřich Nový, Antonín Novotný, Raoul Schránil. 
Al inicio de esta carrera, Adina Mandlová conoció al actor Hugo Haas, con quien posteriormente convivió un tiempo y realizó alrededor de ocho películas. Realizó películas también en Alemania, donde se asoció con artistas alemanes y celebridades nazis, incluido Goebbels. Al mismo tiempo, se difundió en el Protectorado de Bohemia y Moravia el rumor de que Adina era la amante de Karl Hermann Frank. En 1943 se casó con el pintor Zdeněk Tůma, pero la unión duró poco. Tras el divorcio, Tůma se suicidó y Adina tuvo que abandonar la actuación. La encarcelaron tras la Segunda Guerra Mundial por su pasado nazi y para evitar una mayor persecución en Checoslovaquia, se casó con el piloto checo Josef Kočvárek en 1947, quien luchó en el bando británico durante la Segunda Guerra Mundial. 
Después de obtener la ciudadanía británica, vivió en Londres, donde trató de desarrollar su anterior carrera cinematográfica, pero no pudo por problemas con el idioma. Tras el divorcio de Kočvárek, Mandlová se casó por tercera vez, se divorció a los dos años. En 1950 enfermó de tuberculosis y se curó en Suiza. En 1954 se casó con el diseñador de moda Ben Peerson y trabajó para él como modelo. La pareja vivió en Malta, donde escribió su autobiografía "Dnes se tomu směju" y luego en Canadá; y aunque Peerson era homosexual, duraron hasta su muerte. Regresó a Checoslovaquia en 1991.